# Walter Kolb

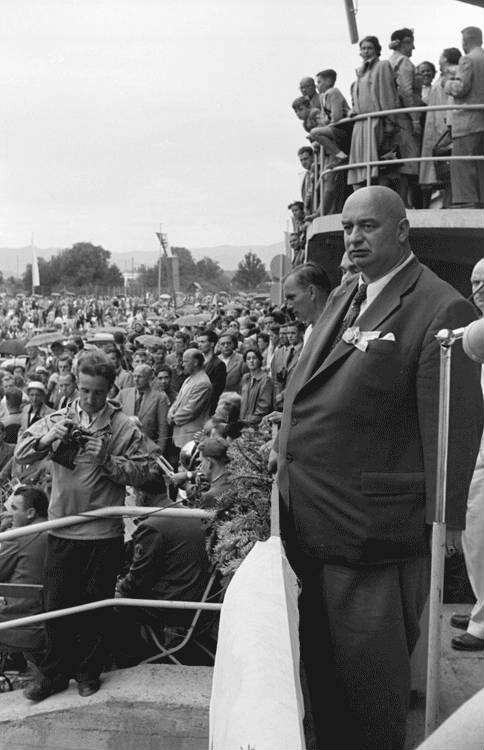
Walter Kolb beobachtet als Präsident des Deutschen Turner-Bunds Darbietungen beim Badischen Landesturnfest

Walter Kolb (* 22. Januar 1902 in Bonn; † 20. September 1956 in Frankfurt am Main) war ein deutscher Politiker (SPD). Gemeinsam mit Adickes und Landmann gehörte Kolb zu den Oberbürgermeistern von Frankfurt am Main, die dessen Weg zur modernen Großstadt im 20. Jahrhundert prägten.

## Leben

### Herkunft und frühe Jahre
Kolb wurde 1902 in Bonn als Sohn des Kaufmanns Eduard Kolb (1865–1943) und der aus Koblenz stammenden Försterstochter Clementine Stichter (1866–1933) geboren. In Bonn besuchte er das humanistische Gymnasium. Von 1920 bis 1924 studierte er Rechtswissenschaft und Volkswirtschaft an der Universität Bonn und in München. 1920 erfolgte sein Eintritt in die SPD. Im Jahr 1922 gründete er das Republikanische Studentenkartell, das sich für Demokratie und gegen Antisemitismus an den Hochschulen einsetzte. 1923 wurde er von der französischen Besatzungsverwaltung verhaftet und monatelang in Untersuchungshaft gehalten. Während dieses Gefängnisaufenthalts legte Kolb sein Erstes Staatsexamen ab.
Seine erste Stelle als Gerichtsreferendar trat er 1924 an und wechselte 1931 als Angestellter des Landwirtschaftsministeriums nach Berlin. Seine politische Karriere erreichte einen ersten Höhepunkt, als er 1932 Landrat des Landkreises Herrschaft Schmalkalden und damit im Alter von 30 Jahren zum damals jüngsten Landrat im Freistaat Preußen wurde.
Kolb gehörte während der Weimarer Republik der Republikschutzorganisation Reichsbanner Schwarz-Rot-Gold an.

### Zeit des Nationalsozialismus 1933–1945
Wegen seiner Kritik am Nationalsozialismus wurde Kolb nach der Machtergreifung 1933 in den Ruhestand versetzt, offiziell begründet mit Einsparmaßnahmen. Nach anfänglichen Auswanderungsplänen gründete Kolb schließlich eine Anwaltskanzlei in Bonn, wo er rassisch und politisch Verfolgte betreute und dafür mehrfach Haftstrafen erhielt. Während des Zweiten Weltkriegs wurde Kolb 1941 zur Wehrmacht eingezogen. Er wurde 1944 mit dem Attentat auf Hitler in Verbindung gebracht und verhaftet, obwohl es keine Verbindung zwischen ihm und den Attentätern gab. 1945 gelang es ihm, aus einem Gefangenentransport zu fliehen und bis zum Kriegsende unterzutauchen.

### Wirken als Oberbürgermeister
Nach dem Zweiten Weltkrieg wurde Kolb zunächst Oberbürgermeister (1945/46) und Oberstadtdirektor (1946) der Stadt Düsseldorf. Am 25. Juli 1946 wurde er als erster nach dem Krieg frei gewählter Oberbürgermeister von Frankfurt am Main gewählt. Am 1. August trat er das Amt als Nachfolger des CDU-Politikers Kurt Blaum an.

„Als ich 1947 als französischer Journalist meine Geburtsstadt besuchte, interviewte ich den Oberbürgermeister Walter Kolb. Er war ehemaliger Buchenwald-Häftling. Ich hatte mich nicht mit ihm zu ‚versöhnen‘. Wir hatten eine gemeinsame Verantwortung für die deutsche Zukunft.“

Zu Kolbs wichtigsten Aufgaben zählte der Wiederaufbau der vom Krieg zerstörten Stadt und damit das Schaffen von Wohnraum. Unter anderem war er Initiator der Wiederherstellung der Frankfurter Altstadt mit Römer, Kaiserdom St. Bartholomäus und originalgetreuer Rekonstruktion des Goethehauses. Am 17. Oktober 1946 rief er die Aktion Bürgereinsatz ins Leben und beteiligte sich mit einem Presslufthammer am Römerberg an den Aufräumarbeiten. Zu den später umstrittenen Entscheidungen zählte jedoch auch, dass der Wiederaufbau der Altstadt auf einzelne, herausragende Gebäude beschränkt und die ehemalige Altstadt größtenteils mit zeitgenössischen Wohnhäusern überbaut wurde.

„Seid einig für unsere Stadt.“

Auch die Wiederbelebung der Messe und der Ausbau des Frankfurter Flughafens zählten zu seinen Arbeitsschwerpunkten. Die erste Frankfurter Friedensmesse ist die Internationale Herbstmesse 1948, wenige Monate nach der Währungsreform. Ab 1946 bemüht sich Kolb bei der US-amerikanischen Militärregierung auch um die Freigabe des Victory Parks. So wurde seinerzeit das Frankfurter Waldstadion (heute: Deutsche Bank Park) nebst Stadionbad genannt, beides im Krieg nicht zerstört. Seine vorgebrachten Behauptungen und Argumente, das Stadionbad diene der Vorbeugung gegen Seuchen, das Waldstadion einem unverzichtbaren Beitrag zur Jugenderziehung, wurden nicht akzeptiert. Erst am 1. Juli 1950 konnte Kolb Stadion und Stadionbad wieder der Bevölkerung übergeben. Zwischen 1953 und 1955 ließ Kolb das Waldstadion zur zweitgrößten deutschen Sportarena für 87.000 Zuschauer ausbauen. Ebenso sein Verdienst war die Ansiedlung einflussreicher Sportverbände in Frankfurt, des Deutschen Turner-Bundes, des Deutschen Sportbundes, des Deutschen Fußball-Bundes und weiterer.
Im Jahr 1946 ermutigte Kolb den von den Nazis vertriebenen Sozialphilosophen Max Horkheimer zur Rückkehr nach Frankfurt am Main und überwand schließlich dessen Bedenken, in das Land der Täter zu remigrieren. Im Herbst desselben Jahres wies Kolb das Frankfurter Stadtarchiv (heute: Institut für Stadtgeschichte) an, Akten zu sammeln, die die Judenverfolgung in der NS-Zeit betreffen. Daraus entstand am 17. Mai 1961 die Kommission zur Erforschung der Geschichte der Frankfurter Juden.
Mit großem persönlichen Engagement setzte er sich in ganz Deutschland für den Wiederaufbau der Paulskirche ein. Ganz Deutschland müsse

„… die Paulskirche wieder aufbauen, von außen und von innen, im Stein wie im Geiste.“

Pünktlich zur Jahrhundertfeier der Frankfurter Nationalversammlung wurde die Kirche am 18. Mai 1948 vollendet. Die Frankfurter Bürger hatten in dieser Zeit jedoch ganz andere Sorgen, sie wünschten sich ein Dach über dem Kopf und genügend Essen.
Erfolglos blieb Kolbs vehementer Einsatz in der Hauptstadtfrage der Bundesrepublik Deutschland. Der Parlamentarische Rat und später auch der Deutsche Bundestag stimmten im Mai 1949 gegen Frankfurt. Das vorsorglich errichtete Plenargebäude für den Bundestag an der Bertramswiese erhielt den spöttischen Titel Kolbs Badewanne. Es wurde später vom Hessischen Rundfunk als Sendesaal ausgebaut, der bis heute genutzt wird. Erfolgreicher war Kolb mit seinem nächsten Ziel, den Finanzplatz Frankfurt am Main zum wirtschaftlichen Zentrum Westdeutschlands zu entwickeln. Im Jahr 1947 nahm der Bizonen-Wirtschaftsrat seinen Sitz in Frankfurt am Main, 1948 wurde die Bank Deutscher Länder eröffnet. Daraus entstand später die Deutsche Bundesbank.
Kolb wurde 1950 in den Hessischen Landtag gewählt. Der kahlköpfige Kolb galt wegen seiner großen Leibesfülle als markante Erscheinung. Bekannt wurde er auch für seine Angewohnheit, in seinen frühen Amtsjahren täglich durch den Main zu schwimmen.
Am 25. Todestag Friedrich Eberts am 28. Februar 1950 wurde das nach der Machtergreifung 1933 von der Paulskirche entfernte Denkmal zu Ehren des Reichspräsidenten durch Kolb und den hessischen Ministerpräsidenten Christian Stock wieder eingeweiht.
Auf Kolbs Anregung und in Zusammenarbeit mit dem Frankfurter Sportamt fand 1951 das erste Lohrbergfest statt, das Frankfurter Bergsportfest mit rein leichtathletischen Wettkämpfen für Kinder und Jugendliche Frankfurter Sportvereine. Nach seinem Tod wird dabei jeweils der Walter-Kolb-Gedächtnispreis verliehen, ein Wanderpokal. Kolb weihte am 31. Mai 1953 anlässlich des 3. Lohrbergfestes das Frankfurter Friedrich-Ludwig-Jahn-Denkmal an der Wettkampffläche ein.
Am 18. März 1954 wurde Kolb für eine zweite Amtszeit von zwölf Jahren als Frankfurter Oberbürgermeister wiedergewählt und hatte dieses Amt bis zu seinem Tod 1956 inne.

### Krankheit und Tod
Bereits zum Zeitpunkt seiner erneuten Wahl zum Oberbürgermeister im Jahr 1954 war Walter Kolb schwer an Diabetes erkrankt und hatte mehrere Herzinfarkte erlitten. Er verstarb am 20. September 1956 an Herzversagen. Mehr als 100.000 Menschen begleiteten seinen Trauerzug und belegten seine große Beliebtheit bei den Frankfurter Bürgern. Beigesetzt wurde er auf dem Frankfurter Hauptfriedhof in einem städtischen Ehrengrab (Gewann A 55a).

### Familie
Kolb war seit 1932 mit Anna Maria Elisabeth geb. Trimborn (1908–1984) verheiratet, der Tochter von Peter Trimborn. Mit ihr hatte er eine Tochter, die bereits nach einem Tag starb (1940), und Sohn Walter (1944–1961), der bei einem Autounfall in der Schweiz tödlich verunglückte.

## Weitere Ämter

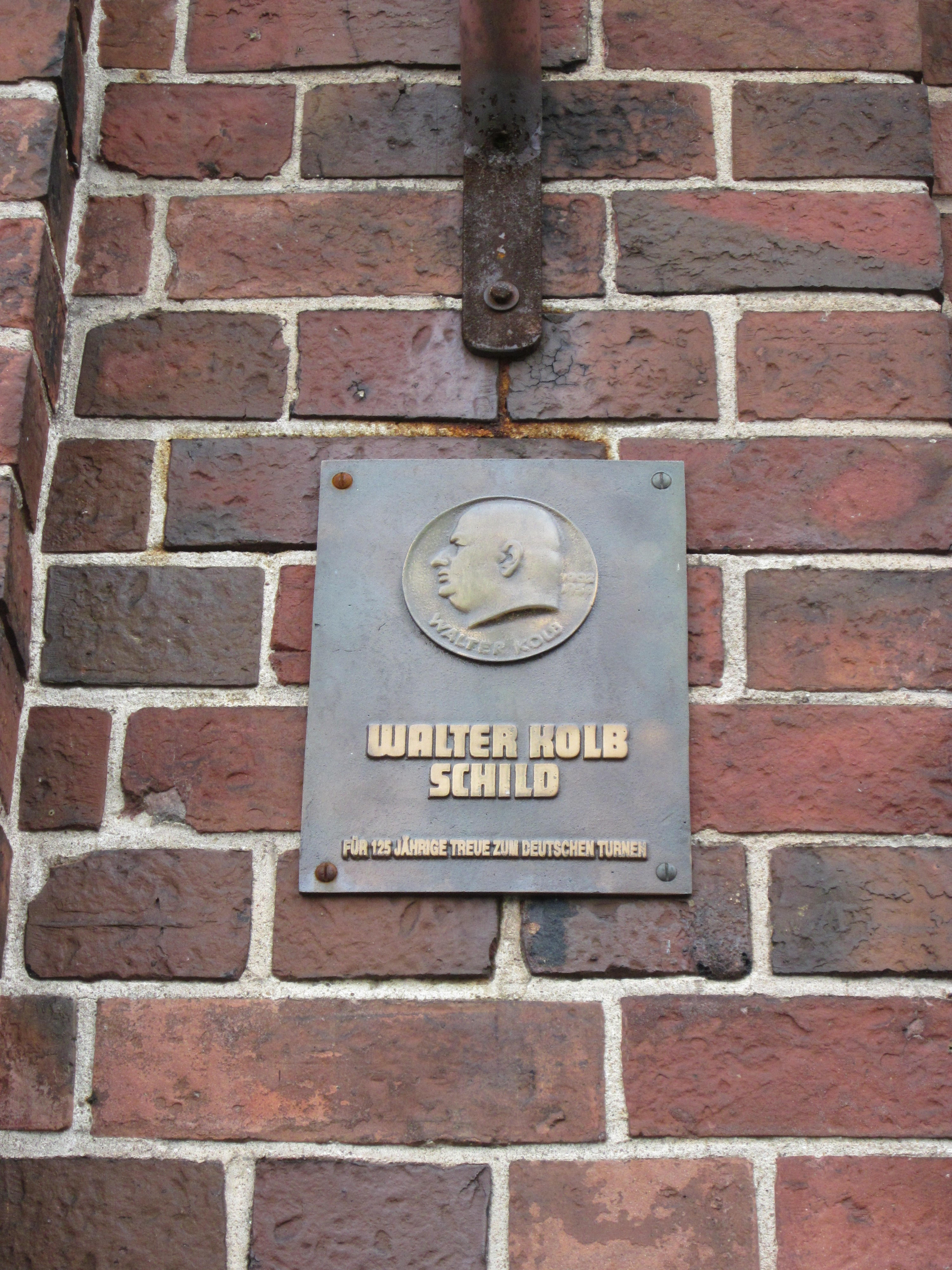
Gedenkplakette des DTB für Walter Kolb an der Ernst-Moritz-Arndt-Turnhalle in Hamburg

1948 holte Kolb das Turnfest nach Frankfurt am Main, das sich noch nicht wieder Deutsches Turnfest, sondern bescheidener Frankfurter Turnfest nannte. Nach dem Zweiten Weltkrieg fehlte es noch an einem übergeordneten Turnverband, aber auch an entsprechenden Genehmigungen der Alliierten. Die Neu-Organisation des Deutschen Turner-Bundes (DTB) wurde über die Grenzen der Besatzungszonen hinweg angestrebt. Dabei handelte es sich um ein Politikum, da diesem Ziel die Direktive 23 des Alliierten Kontrollrats vom 17. Dezember 1945 entgegenstand. Sie befasste sich mit der Beschränkung und Entmilitarisierung des Sportwesens in Deutschland und verbot alle bestehenden Vereine in Deutschland. Erst ab 2. August 1946 wurden in der US-amerikanischen Zone allmählich wieder Verordnungen geschaffen, um Vereine auf Ortsebene gründen zu können, die allerdings erst ab Januar 1947 griffen. Übergeordnete Verbände konnten noch nicht wieder entstehen. Der neu formierte Deutsche Arbeitsausschuss Turnen (DAT) stellte sich dieser Herausforderung, Kolb wurde 1949 zu dessen Vorsitzenden ernannt und unternahm vielfältige diplomatische und politische Vorstöße. 1950 scheiterte ein erster Anlauf zur Neugründung des Deutschen Turner-Bundes durch ein Veto Frankreichs in der Alliierten Hohen Kommission. Am 2. September 1950 gelang es dann – die Gründungsversammlung fand in der Frankfurter Paulskirche statt. Kolb wurde Vorsitzender des DTB, eine Funktion, die er bis zu seinem Tod ausübte.
Kolb hielt die Positionen als Aufsichtsratsvorsitzender der Verkehrs-Aktiengesellschaft Rhein-Main (VAG), als stellvertretender Aufsichtsratsvorsitzender der 1954 daraus hervorgegangenen Flughafen Aktiengesellschaft Frankfurt/Main (FAG) und war Aufsichtsratsvorsitzender der Messe- und Ausstellungs GmbH.

## Mitgliedschaften
Kolb war Mitglied des Bundes der Religiösen Sozialistinnen und Sozialisten Deutschlands.

## Ehrungen

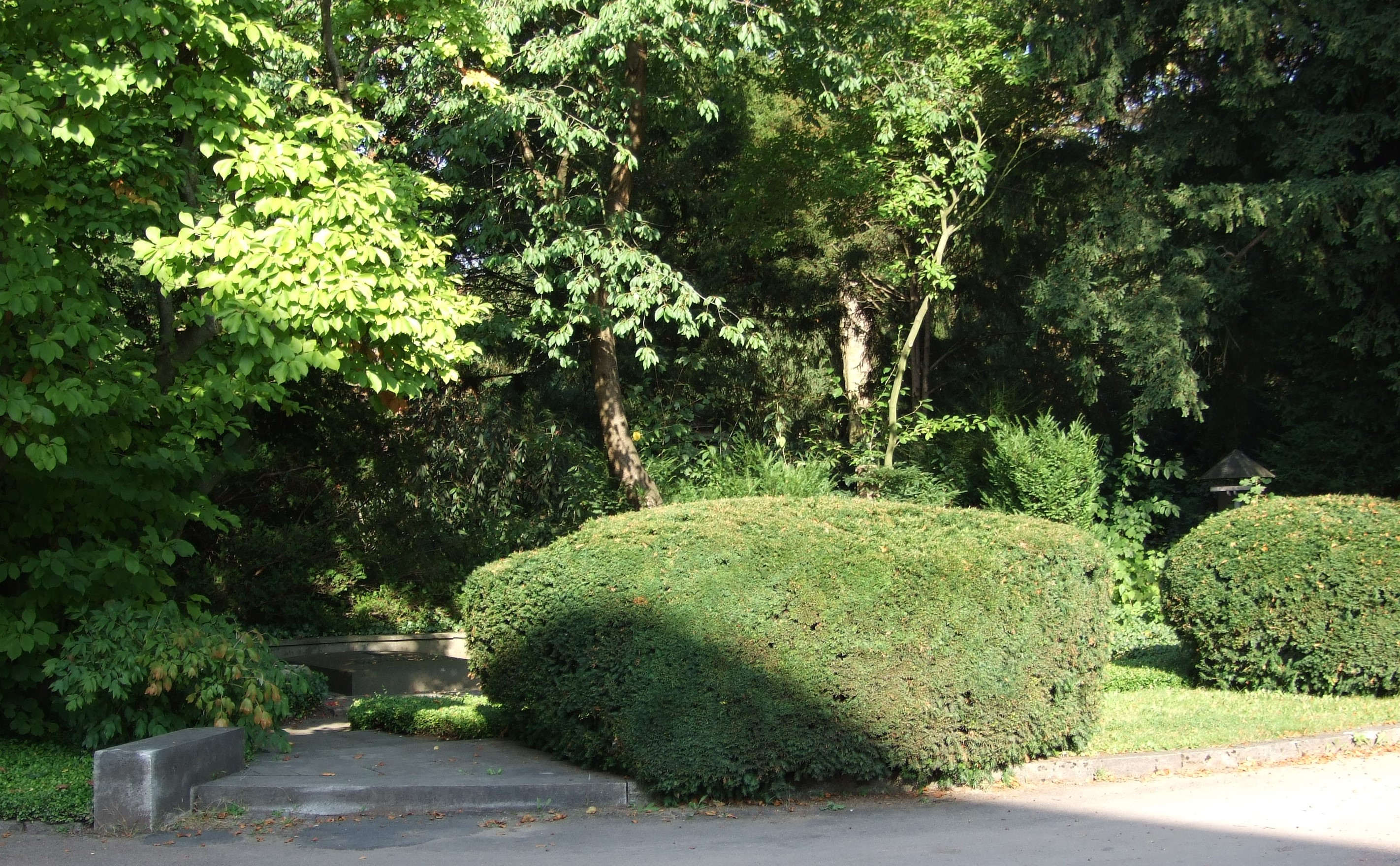
Ehrengrab auf dem Hauptfriedhof

Kolb wurde 1948 von der Juristischen Fakultät der Johann Wolfgang Goethe-Universität Frankfurt am Main die Ehrendoktorwürde verliehen. Die Laudatio hielt Hochschulrektor Walter Hallstein. 1955 wurde Kolb mit dem Großen Verdienstkreuz der Bundesrepublik Deutschland ausgezeichnet.

## Würdigungen
In der Anlage westlich der Paulskirche wurde im Jahr 1957 die Walter-Kolb-Eiche gepflanzt, eine Gedenktafel an der Eiche erinnert daran. Nach ihm wurden 1960 eine Schule in Frankfurt-Unterliederbach, 1967 eine Straße in Frankfurt-Sachsenhausen, eine Siedlung in Frankfurt-Preungesheim und 1959 die Walter-Kolb-Stiftung benannt, deren Sitz ganz in der Nähe der Paulskirche ist. Das seit 1990 in Betrieb stehende Fährschiff der Mainfähre Höchst trägt ebenfalls den Namen Walter Kolbs. Darüber hinaus gibt es den Internationalen Walter-Kolb-Städtebaupreis. Seit 1957 wird der Walter-Kolb-Gedächtnispreis für herausragende Dissertationen der Johann-Wolfgang-Goethe-Universität von der Stadtverordnetenversammlung und dem Magistrat der Stadt Frankfurt verliehen. Ein Porträt des Bürgermeisters von Wilhelm Runze, einem Sossenheimer Maler, hängt in der Wandelhalle vor dem Ratssaal im Frankfurter Rathaus Römer. Ein Gebäude des Frankfurter Schullandheimes Wegscheide trägt den Namen Walter-Kolb-Haus. Auch sportliche Ehrungen wie Plaketten (für ehrenamtlich Tätige auf Verbandsebene), Schilde und Pokale tragen bis heute seinen Namen. Anlässlich seines 100. Geburtstages am 22. Januar 2002 wurde an der Außenfassade der Paulskirche eine Gedenktafel enthüllt.
Auch in Morlautern, Langenfeld (Rheinland), Ober-Roden, Reinheim Ot.Zeilhard und Bremerhaven gibt es jeweils eine Walter-Kolb-Straße bzw. Dr.-Walter-Kolb-Straße.

## Schriften
- Aufruf der Stadt Frankfurt am Main zum Wiederaufbau der Paulskirche, 1946.
- Ansprache und Rede zur Verleihung des Goethepreises an Hermann Hesse, H. Cobet, 1946.
- Frankfurt a. M. baut auf, Verlag Waldemar Kramer, Frankfurt am Main, 1947.
- Fünf Ansprachen des Frankfurter Oberbürgermeisters Walter Kolb, Verkehrs- u. Wirtschaftsamt der Stadt Frankfurt am Main (Hrsg.), 1947.
- Ansprache von Walter Kolb zur Verleihung des Goethe-Preises an Fritz von Unruh in der Frankfurter Paulskirche am 28. August 1948, Waldemar Kramer, Frankfurt am Main, 1948.
- Tätige Stadt Frankfurt, Verlag W. Kramer, Frankfurt am Main, 1949.
- Frankfurts Wirtschaft baut auf!, Verlag W. Kramer, Frankfurt am Main, 1952.
- Die deutschen Städte und der Sport, Vortrag vor der 5. Hauptversammlung des Deutschen Städtetages, Berlin, 15. Juli 1952, in: Der Städtetag. Jg. 5, 1952, Kohlhammer, 1952.
- An den heimgekehrten Dichter Fritz von Unruh, Verlag W. Kramer, Frankfurt am Main, 1953.
- Die Wiedergeburt einer Stadt, Sonderbeilage der Frankfurter Neuen Presse, 1954.